# Lichenopora crassiuscula
Lichenopora crassiuscula is een mosdiertjessoort uit de familie van de Lichenoporidae. De wetenschappelijke naam van de soort is voor het eerst geldig gepubliceerd in 1867 door Smitt.